# David Steindl-Rast
David Steindl-Rast, OSB (* 12. července, 1926, Vídeň, Rakousko) je rakouský benediktinský mnich. Mnoha publikacemi a přednáškami přispěl k tématu mezináboženského dialogu.

## Život
David Steindl-Rast vystudoval Akademii výtvarných umění ve Vídni, postgraduální studium experimentální psychologie absolvoval na Vídeňské univerzitě. V roce 1952 se přestěhoval do Spojených států a o rok později se stal mnichem v nově založené komunitě benediktinů Mt. Saviour Monastery v městečku Pine City ve státě New York. Od roku 1966 se zabývá dialogem mezi buddhismem a křesťanstvím. Zen studoval u mistrů, mezi které patřil např. Šunrjú Suzuki, Haku'un Yasutani, Soen Nakagawa či Eido Tai Shimano.
V roce 1989 s učitelem zenu Vanja Palmersem přebudoval u vesnice Puregg v Salcbursku na úpatí hory Hochkönig v nadmořské výšce 1300 metrů bývalý statek na Dům ticha. Nachází se zde také malý chrám – místo pro meditaci, která je společná křesťanství i buddhismu.
Dalším z životních témat Davida Steindl-Rasta je vděčnost. Zabývají se jím jeho internetové stránky, na toto téma přednášel také v rámci konference TED.

## Dílo
- 1984, Gratefulness, the Heart of Prayer: An Approach to Life in Fullness, N.J. Paulist Press 1984. ISBN 0-8091-2628-1
- 1991, Belonging to the Universe: Explorations on the Frontiers of Science and Spirituality, spoluautoři Fritjof Capra a Thomas Matus, Harper San Francisco, ISBN 978-0-06-250187-5
- 1995, Music of Silence: A Sacred Journey through the Hours of the Day, spoluautorka Sharon LeBell, Ulysses Press, 2. Ed. 2001, ISBN 1-56975-297-4
- 1996, The Ground We Share: Everyday Practice, Buddhist and Christian, spoluautor Robert Baker Aitken. Shambhala Publications, ISBN 1-57062-219-1
- 1999, A Listening Heart: The Spirituality of Sacred Sensuousness, Crossroad, ISBN 0-8245-1780-6
- 2002, Words of Common Sense for Mind, Body and Soul, Templeton Foundation Press, ISBN 1-890151-98-X
- 2008, Common Sense Spirituality. The Crossroad Publishing Company, ISBN 0-8245-2479-9
- 2010, Deeper than Words: Living the Apostles' Creed, Doubleday Religion, ISBN 978-0-307-58961-3
- 2010, David Steindl-Rast: Essential Writings, součást Modern Spiritual Masters Series, ed. Robert Ellsberg, Orbis Books, ISBN 978-1-57075-888-1
- 2016, Faith beyond Belief: Spirituality for Our Times, spoluautor Anselm Grün. Liturgical Press, ISBN 978-0814647134
- 2016. The Way of Silence: Engaging the Sacred in Daily Life, Franciscan Media, ISBN 978-1632530165
- 2017, i am through you so i, Paulist Press, ISBN 978-0809153947